# Septifer bryanae
Septifer bryanae är en musselart. Septifer bryanae ingår i släktet Septifer och familjen blåmusslor. Inga underarter finns listade i Catalogue of Life.